# Juan de Dios Román
Juan de Dios Román Seco (Mérida, 17 de diciembre de 1942-Madrid, 28 de noviembre de 2020) fue un entrenador de balonmano español y presidente de la Real Federación Española de Balonmano. Con España llegó a obtener dos medallas de bronce en los Juegos Olímpicos de 1996 y en el 2000.

## Biografía
Nace en la ciudad de Mérida, donde estudia el bachillerato. Llega a Madrid para estudiar en la Universidad Complutense, donde completa sus estudios de Magisterio, Educación Física y Filosofía y Letras.
En 1964, inició su carrera como entrenador de balonmano en el colegio Jesuita de Chamartín. En 1971 se convirtió en entrenador del balonmano Atlético de Madrid hasta 1985, consiguiendo cinco títulos de liga y cinco copas del rey. En 1985 es nombrado seleccionador nacional, permaneciendo en el cargo hasta 1988.  En 1990, vuelve al club Atlético otra vez como entrenador hasta 1992, en los que serían últimos años de vida de la sección de balonmano hasta su recuperación en 2011.
En 1995 fue nombrado de nuevo seleccionador, consiguiendo los primeros éxitos internacionales de España. 
Después de los Juegos Olímpicos de Sídney 2000 abandonó el puesto y pasó a ser comentarista de televisión de los partidos de balonmano emitidos por Televisión Española. Posteriormente le llegó la oportunidad de entrenar al Balonmano Ciudad Real, con el propósito de llevarlo a ganar la Copa de Europa y la Liga ASOBAL. Fue campeón de esta última y finalista de la Copa de Europa, perdiendo en la final con el F. C. Barcelona. Dejó el cargo de entrenador y pasó a ser director deportivo.
Tras las elecciones celebradas el 15 de diciembre de 2008 en la Real Federación Española de Balonmano, fue designado como nuevo presidente de la Federación. Su primera decisión fue la de designar como seleccionador al entrenador zaragozano Valero Rivera.
Fue profesor de la asignatura de balonmano del INEF de Madrid, desde su fundación y de la Escuela Nacional de entrenadores, habiendo impartido multitud de cursos y conferencias sobre balonmano y el deporte en general.
Recibió el Premio Nacional Francisco Fernández Ochoa de 2017 por toda una vida dedicada al deporte. Durante la entrega de premios, en enero de 2019, reveló que padecía un cáncer de pulmón desde hacía dos años.
Falleció en Madrid el sábado 28 de noviembre de 2020 como consecuencia de un derrame cerebral.

## Palmarés con la selección española
- Medalla de Plata en el Campeonato de Europa de España 1996
- Medalla de Plata en el Campeonato de Europa de Italia 1998
- Medalla de Bronce en el Campeonato de Europa de Croacia 2000
- Medalla de Bronce en los Juegos Olímpicos de Atlanta 1996
- Medalla de Bronce en los Juegos Olímpicos de Sídney 2000

## Premios, reconocimientos y distinciones
- Medalla de Oro de la Real Orden del Mérito Deportivo, otorgada por el Consejo Superior de Deportes (2000)[5]
- En 2024 entró a formar parte de la I Edición del "Hall of Fame" (Salón de la Fama) de ASOBAL.